# Einsatz in Hamburg – Mord an Bord
Mord an Bord ist ein deutscher Fernsehfilm von Carlo Rola aus dem Jahr 2013. Es handelt sich um die fünfzehnte und sogleich letzte Episode der ZDF-Kriminalfilmreihe Einsatz in Hamburg, deren ersten beiden Filme unter dem Reihentitel Jenny Berlin ausgestrahlt wurden.

## Handlung
Katja Heissler war für die musikalische Unterhaltung auf einem Kreuzfahrtschiff zuständig. Nun wird ihre Leiche im Wasser treibend am Hamburger Hafen gefunden. Kommissarin Jenny Berlin und ihr Team sehen sich zunächst in der Wohnung des Opfers um, müssen aber feststellen, dass schon jemand vor ihnen hier war und alles durchwühlt hat.
Auf dem Schiff wurde noch gar nicht bemerkt, dass Katja Heissler nicht mehr an Bord war. Da der Kapitän sich weigert mit dem Schiff im Hafen liegen zu bleiben, bis die Mordermittlungen abgeschlossen sind, entscheidet Berlin kurzerhand, dass sie auf dem Schiff inkognito ermitteln werden. Sie geht davon aus, dass sich der Täter sich noch am Bord befindet. Als Ehepaar getarnt, befragen Berlin und ihr Kollege Wolfer Mannschaft und Passagiere auf See, während Brehm als angebliches Mitglied bei der Reinigungscrew untergebracht wird. Dort findet er schnell heraus, dass die Sängerin einen festen Freund hatte, aber angeblich auch vom Kapitän umgarnt wurde. Der Freund ist zur Zeit als Bordmechaniker auf dem Schiff und als sehr eifersüchtig bekannt. Nach Aussage ihrer Freundin Anna Mangold, mit der sich das Opfer eine Kajüte teilte, hatte Heissler sehr häufig immer mal einen anderen Mann, aber in letzter Zeit hätte sie nur noch Augen für Lawrence. Als Brehm diesem auf „den Zahn fühlen“ will, lernt er sofort dessen jähzornige Seite kennen, was ihn weiterhin verdächtig macht. Inzwischen gibt es sogar noch einen neuen Verdacht: In der Hamburger Wohnung der Toten wurden auf einer Waage Goldstaubpartikel nachgewiesen. Das lässt den Schluss zu, dass Katja Heissler bei ihren Schiffstouren zusammen mit weiteren Komplizen Feingold geschmuggelt hat.
Kurz nachdem Berlin und Wolfer an Bord gingen, wurden sie sogleich von Ludwig Hagen angesprochen, der sich mit Ehefrau und Tochter regelmäßig auf Kreuzfahrt befindet. Hagen scheint sehr kontaktfreudig zu sein und die Kommissarin hat das Gefühl, dass es ihm besonders das weibliche Geschlecht angetan hat. Was seine Frau zu tolerieren scheint. Da sie nun täglich bei den Hagens mit am Tisch sitzen, entgeht es ihnen nicht, als Ludwig Hagen abends an der Bar plötzlich einen Schwächeanfall erleidet. Wolfer hilft ihn mit zum Schiffsarzt zu bringen und bleibt auch noch die nächste Zeit bei ihm. Dabei schläft er allerdings fest ein und wird erst am nächsten Morgen wieder wach. Auch Hagen kann nun die Krankenstation wieder verlassen und äußert, ebenfalls sehr fest geschlafen zu haben.
An diesem Morgen wird unerwartet Anna Mangold erschossen aufgefunden. Der Kapitän besteht darauf, dass die Kriminalisten ihre Tarnung nun aufgeben und offiziell ermitteln. Bei der ersten Untersuchung des Opfers, stellen die Ermittler auch hier feine Goldstaubpartikel fest. Damit vermuten sie den Goldschmuggel als Motiv des Täters. Zudem finden sie in ihrer Kajüte ein Foto, auf dem die beiden Freundinnen und auch Lawrence zu sehen sind. Das macht ihn erneut verdächtig, da die drei vermutlich gemeinsam an dem Goldschmuggel beteiligt sind. Nachdem Volker Brehm dann tatsächlich diverse Päckchen Goldstaub in Lawrences Koje versteckt findet, wird dieser zum Hauptverdächtigen und in Gewahrsam genommen. Er gibt zu durch seine Beziehungen Goldstaub beschafft zu haben, den die beiden Sängerinnen dann an Land weiterverkauften, aber getötet hätte er die Mädchen nicht. Jenny Berlin will auch nicht so recht an Lawrences als kaltblütigen Mörder glauben und sieht sich noch einmal in der Kajüte des Opfers um. Dabei findet sie eine versteckte Kamera und Aufnahmen von Katja Heissler mit Ludwig Hagen in eindeutigen Posen. Das sich die attraktive Sängerin ausgerechnet mit dem älteren Hagen eingelassen und das auch noch gefilmt hat, legt eine erpresserische Absicht nahe. Die Ermittler vermuten, dass Hagen sich aber nicht erpressen lassen wollte und daher zum Mörder wurde. Hannes Wolfer wirft jedoch ein, dass Hagen zum Zeitpunkt des zweiten Mordes mit ihm zusammen auf der Krankenstation verbracht hätte. Als sie das aber genauer nachprüfen und sich der Schiffsarzt nicht sicher ist, dass Hagen die ihm zugeteilten Schlaftabletten auch wirklich genommen hat, halten die Kommissare einen ausgeklügelten Plan von Hagen für wahrscheinlich: Sein Schwächeanfall war gespielt und Wolfers Fürsorge sogar ein Glücksfall für seinen Plan, da er so ein stichhaltiges Alibi vorweisen konnte, bzw. gar nicht erst jemand auf den Gedanken kam, Hagen könnte der gesuchte Mörder sein. Damit sie ihre Hypothese auch beweisen können, stellen sie ihm eine Falle. Sie bitten Lawrence Hagen die kompromittierenden Filmaufnahmen anzubieten. Da seine Frau das Vermögen mit in die Ehe gebracht hatte, wäre er im Falle einer Scheidung mittellos, was für die Ermittler ein sehr starkes Tatmotiv darstellt. Nachdem Hagen scheinbar auf Lawrence Angebot eingeht, schießt er dann aber unvermittelt auf den neuen „Erpresser“. Er plant Lawrence als Selbstmörder dastehen zu lassen und ihm mit der Tatwaffe auch die Schuld zuzuschieben. Die Kommissare sind aber noch rechtzeitig zur Stelle und nehmen Ludwig Hagen fest.

## Hintergrund
Die Dreharbeiten erstreckten sich vom 14. April 2012 bis zum 14. Mai 2012. Es wurde unter dem Arbeitstitel Auf hoher See in Hamburg und Umgebung gedreht. Die Episode wurde am 9. Februar 2013 um 20:15 Uhr im ZDF erstausgestrahlt.

## Rezeption

### Einschaltquote
Die Erstausstrahlung von Einsatz in Hamburg – Mord an Bord am 9. Februar 2013 im ZDF erreichte 6,85 Millionen Zuschauer und einen Marktanteil von 21,4 Prozent.

### Kritik
Tilmann P. Gangloff meinte bei tittelbach.tv, die Episode sei „gerade gemessen an früheren Folgen etwas enttäuschend. Immerhin, die Bildgestaltung ist bemerkenswert, zumal die Dreharbeiten etwa in den Maschinenräumen sicher nicht einfach waren.“ „Es ist ein beliebtes Mittel, Ermittler aus ihrer Reihenroutine zu reißen, indem man sie vorübergehend versetzt. Während Großstadtkommissare andernorts aufs Land geschickt werden, finden sich Teams aus Hafenstädten schon mal unversehens auf hoher See wieder.“ „Der Reiz der Geschichte von Berno Kürten besteht nicht nur im Wechsel der Schauplätze, sondern auch im Rollentausch.“
Bei Quotenmeter.de wertete Renatus Töpke: „Das ist doch mal ein schöner und vor allem frischer Ansatz für einen Krimi: Statt die Ermittler durch ein viel zu enges Zeitfenster zu scheuchen,“ sie an einen anderen Schauplatz zu versetzen. „Die unaufdringlich erzählt“e Geschichte biete dabei auch „Situationskomik“ und lässt die Ermittler immer mal in  „Fettnäpfchen treten, hält aber auch die Spannung“ hoch. „Die Kamera von Meinholf Schmitz […] fängt das Abenteuer zu Wasser in großartigen Bildern ein, erkundet mit schwelgerischen Fahrten über und bedrohlichen SteadyCam-Shots unter Deck das riesige Schiff. Immer wieder werden romantische Lichtverhältnisse mit vibrierenden Maschinenraum-Aufnahmen konterkariert.“ Auch wenn Gangloff schrieb, der Film habe „wenig Spannung!“, meinte Töpke, Mord an Bord sei „ein wirkliches Krimi-Highlight geworden.“
Die Kritiker der Fernsehzeitschrift TV Spielfilm vergaben dem Film eine mittlere Wertung, sie zeigten mit dem Daumen zur Seite. Sie fanden, der Film sei „Mehr ‚Traumschiff‘ als ‚Tatort‘, mehr auwei als ahoi: Der Krimi dampft nach einem rabiaten Auftakt gut los, läuft aber bald auf Grund. Das vorgeblich erfahrene Team fahndet arg dilettantisch. […] Bei der krausen Auflösung wirft man dann jegliche Plausibilität über Bord.“ Das Urteil lautete: „Seefahrt tut not, dieser Krimi nicht“.